# Gaetano Kanizsa
Gaetano Kanizsa (Trieste, 18 agosto 1913 – Trieste, 13 marzo 1993) è stato uno psicologo e pittore italiano.

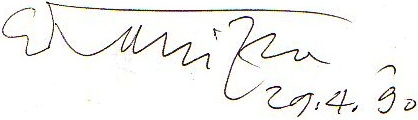
Firma di Gaetano Kanizsa

Triangolo di Kanizsa

Laureatosi a Padova con Cesare Musatti, divenne uno dei protagonisti della psicologia sperimentale italiana.
Fu esponente della tradizione della psicologia della Gestalt e acquisì fama internazionale con la pubblicazione di un articolo sui Subjective Contours su Scientific American nel 1976.

## Biografia
Nacque da padre ebreo ungherese (di Nagybecskerek) e madre cattolica slovena (di Plezzo). Dopo aver frequentato le superiori nella città natale, si iscrisse alla facoltà di filosofia dell'Università di Padova, dove Cesare Musatti lo introdusse alla psicologia. Si laureò nel 1938 con una tesi sulle immagini eidetiche, subito pubblicata dall'Istituto veneto di scienze, lettere ed arti.
Colpito dalle leggi razziali, fu privato della cittadinanza italiana e confinato a Buttrio. Dopo l'armistizio di Cassibile fuggì a Roma dove aderì alla Resistenza; grazie all'appoggio di Luigi Meschieri, gli fu procurato un posto da ricercatore all'Istituto di Psicologia del CNR.
Dopo il conflitto Musatti lo chiamò ad affiancarlo al Laboratorio di psicologia della Olivetti. Vi rimase sino al 1947, quando ottenne un posto di assistente all'Università di Firenze; poco dopo divenne assistente dello stesso Musatti all'Università di Milano. Dal 1953 fu professore ordinario all'Università di Trieste dove fondò l'Istituto di Psicologia.

## Opere
- I processi cognitivi di Gaetano Kanizsa, Paolo Legrenzi, Paolo Meazzini, Bologna, Il Mulino, 1975
- Grammatica del vedere. Saggi su percezione e Gestalt, Bologna, Il Mulino, 1980
- Percezione, linguaggio, pensiero di Gaetano Kanizsa, Paolo Legrenzi, M. Sonino, Bologna, Il Mulino, 1983
- Vedere e pensare, Bologna, Il Mulino, 1991